# La guerra dei mondi (serie televisiva)
La guerra dei mondi (War of the Worlds) è una serie televisiva statunitense di fantascienza in 43 episodi trasmessi per la prima volta nel corso di 2 stagioni dal 1988 al 1990. La serie è un'estensione del film del 1953 La guerra dei mondi e incorpora diversi aspetti dell'adattamento radiofonico e del romanzo originale di H.G. Wells.

## Trama
Prendendo come prequel il film degli anni '50, la serie riparte con l'idea che piuttosto che essere uccisi dai germi gli alieni sono tutti caduti in uno stato di animazione sospesa simile alla morte (come accade ad alcuni animali e pesci che sono in grado di ibernarsi per i mesi invernali). Non sapendo cosa fare con tutti quei corpi, ogni governo del mondo li ha chiusi in fusti di rifiuti tossici conservati in luoghi remoti o spediti a diversi siti di smaltimento all'interno degli Stati Uniti (di dieci di tali siti è nota l'esistenza), e un'ampia operazione di copertura del governo combinata ad una condizione denominata "amnesia selettiva", ha convinto la maggioranza delle persone che l'invasione non era mai avvenuta. Persino lo stesso protagonista, il dr. Harrison Blackwood, ricorda vagamente le varie battaglie avvenute tra umani e alieni.
Poiché il concetto di esseri intelligenti provenienti da Marte ha perso la sua plausibilità dal periodo del film originale, gli alieni si rivelano essere in realtà provenienti da Mor-Tax, un pianeta a 40 anni luce di distanza che orbita attorno a un sole morente nella costellazione del Toro.
Trentacinque anni dopo, nel 1988 (anno di ambientazione della serie), un gruppo terrorista che si fa chiamare "Partito di Liberazione del Popolo" assalta una base militare che stocca bidoni di rifiuti radioattivi e, senza ormai più saperlo dato i decenni passati, bidoni nei quali sono rinchiusi i corpi di molti alieni. Nello scontro tra i militari e i terroristi, tra esplosioni e pallottole vaganti, diversi bidoni si rompono o si aprono rovesciando il loro carico sugli alieni che si "risvegliano". A battaglia finita sono i terroristi ad aver vinto ma gli alieni li catturano uno dopo l'altro e "indossano" i loro corpi. Paradossalmente infatti il materiale radioattivo che li ha svegliati e resi immuni ai germi nell'aria li sta anche uccidendo e l'unico modo di proteggersi è penetrare nei corpi umani e prenderne possesso (uccidendo ovviamente l'ospite). I corpi umani, infatti, vengono "rovinati" più lentamente dalle radiazioni. Da qui il bisogno, di tanto in tanto, di cambiare corpi umani quando quelli che indossano diventano inutilizzabili. Il loro programma è di rendere la Terra il loro nuovo pianeta eliminando l'intera umanità e sviluppando uno strumento permanente per inoculare se stessi contro i batteri indigeni della Terra (diverse puntate saranno indirizzate a questo scopo), dato che è previsto, entro un periodo di cinque anni, l'arrivo di tre milioni di coloni da Mor-Tax.
Un gruppo viene formato dal governo degli Stati Uniti per affrontare la nuova minaccia aliena, e la serie segue le loro missioni e avventure (e, spesso, fallimenti) nella lotta contro gli alieni. Il progetto Blackwood, dal nome del suo membro centrale, è composto da:
- dr. Harrison Blackwood (Jared Martin), l'astrofisico i cui genitori sono stati uccisi durante l'invasione del 1953. Era stato adottato in seguito agli eventi del film dal dr. Clayton Forrester ed è un pacifista e un vegetariano; spesso pratica molte tecniche di medicina alternativa come ad esempio lo yoga.
- dottoressa Suzanne McCullough (y Lynda Mason Green), microbiologa e madre single di Debi. Segue saldamente le procedure standard nel suo lavoro, il che causa attrito con Blackwood e con le sue abitudini di lavoro caotiche ed eccentriche.
- Norton Drake (Philip Akin), vecchio amico di Harrison, è un paraplegico e genio del computer al quale è concessa la mobilità attraverso una sedia a rotelle a comando vocale di nome Gertrude. Egli è spesso raffigurato un personaggio ottimista, rilassato e con un buon senso dell'umorismo. Nella versione originale, nei primi episodi, ha un accento pseudo-caraibico, che poi successivamente abbandona.
- Il tenente colonnello Paul Ironhorse (Richard Chaves), è un militare conservatore e si scontra spesso con gli altri membri del team, soprattutto con Blackwood e con il suo approccio politico e filosofico.

Nella prima stagione i protagonisti lavorano a stretto contatto con i militari e di volta in volta vengono affiancati da squadre militari o prendono contatto con paesi stranieri dove, anche qui, gli alieni si sono risvegliati e minacciano la popolazione.
Ma tutto cambia nella seconda stagione. C'è infatti un totale cambiamento di rotta rimaneggiando quella che può essere considerata la linea temporale. Se la prima stagione era ambientata nella realtà attuale dell'epoca, la seconda si presenta come un futuro distopico dove, senza nessuna spiegazione introduttiva, la società che conosciamo si è quasi sfaldata (da ricordare l'episodio in cui un ex-centro commerciale è ora sotto il controllo di tre gruppi criminali e chi ci vive dentro ricorda i derelitti di Mad Max). Il governo, anche qui senza nessuna spiegazione, non offre più aiuto ai protagonisti e nessun militare dell'esercito comparirà più in nessuna puntata successiva. Sembra che al governo, la minaccia mai sconfitta degli alieni, non interessi più. Si fa un vago riferimento al fatto che gli alieni controllano il governo ma niente di chiaro. I protagonisti stessi, da professori in scienze, sono diventati dei combattenti provetti esperti in vari tipi di armi ed esplosivi. Ci sono nuovi alleati a sostituire Ironhorse e Drake (deceduti nella prima stagione) tra i quali, figura fissa nel cast della seconda stagione, un soldato amico di Ironhorse, interpretato da Adrian Paul. Gli alieni stessi cambiano. Dal loro pianeta natale, sfuggiti ad un non ben precisato cataclisma, sono arrivati moltissimi coloni. Essi hanno cambiato geneticamente il loro aspetto in veri e propri esseri umani. Gli alieni che "indossavano" corpi umani all'improvviso non compaiono più nella serie, giustiziati nella prima puntata dai nuovi arrivati dato che loro ormai non servono più. Si scopre che la società aliena è simile ad un alveare dove ogni individuo ha uno scopo preciso quale soldato, operaio ecc. Compare, in una puntata, anche il Dio alieno, Mortrai.

## Personaggi
- Harrison Blackwood (43 episodi, 1988-1990), interpretato da	Jared Martin.
- Suzanne McCullough (43 episodi, 1988-1990), interpretata da	Lynda Mason Green.
- Norton Drake (24 episodi, 1988-1989), interpretato da	Philip Akin.
- colonnello Paul Ironhorse (24 episodi, 1988-1989), interpretato da	Richard Chaves.
- Debi McCullough (23 episodi, 1988-1990), interpretata da	Rachel Blanchard.
- Malzor (21 episodi, 1989-1990), interpretato da	Denis Forest.
- John Kincaid (20 episodi, 1989-1990), interpretato da	Adrian Paul.
- Mana (20 episodi, 1989-1990), interpretata da	Catherine Disher.
- Ardix (15 episodi, 1989-1990), interpretato da	Julian Richings.
- Mrs. Pennyworth (5 episodi, 1988-1989), interpretata da	Corinne Conley.
- Scoggs (4 episodi, 1989-1990), interpretata da	Belinda Metz.
- Bayda (4 episodi, 1989-1990), interpretata da	Patricia Phillips.
- Stavrakos (4 episodi, 1989), interpretato da	Vito Rezza.

## Produzione
La serie, ideata da Greg Strangis, fu prodotta da Hometown Films e Paramount Television e Ten Four e Triumph e girata a Toronto  in Canada. Le musiche furono composte da Billy Thorpe (appare anche in un episodio nel ruolo di Billy Carlos).

### Registi
Tra i registi della serie sono accreditati:
- William Fruet (8 episodi, 1988-1990)
- George Bloomfield (6 episodi, 1988-1989)
- Neill Fearnley (4 episodi, 1988-1989)
- Armand Mastroianni (4 episodi, 1989-1990)
- Mark Sobel (3 episodi, 1988-1989)
- Colin Chilvers (2 episodi, 1988)
- Francis Delia (2 episodi, 1989-1990)
- Gabriel Pelletier (2 episodi, 1989-1990)
- George McCowan (2 episodi, 1989)
- Herbert Wright (2 episodi, 1989)
- Allan Eastman (2 episodi, 1990)

## Distribuzione
La serie fu trasmessa negli Stati Uniti dal 1988 al 1990 in syndication. In Italia è stata trasmessa su Italia 1 a partire dal 22 giugno 1992 con il titolo La guerra dei mondi.
Alcune delle uscite internazionali sono state:
- negli Stati Uniti il 7 ottobre 1988 (War of the Worlds e War of the Worlds: The Second Invasion nella seconda stagione)
- in Germania il 1º febbraio 1992 (Krieg der Welten)
- nel Regno Unito il 4 maggio 1992
- in Spagna (La guerra de los mundos II: la nueva generación)
- in Italia (La guerra dei mondi)
- in Finlandia (Maailmojen sota)
- in Ungheria (Világok harca)

## Episodi
| Stagione         | Episodi | Prima TV USA | Prima TV Italia |
| ---------------- | ------- | ------------ | --------------- |
| Prima stagione   | 23      | 1988-1989    | 1992            |
| Seconda stagione | 20      | 1989-1990    |                 |